# Wrocławski Teatr Lalek
Wrocławski Teatr Lalek – teatr mieszczący się w budynku dawnej resursy Stowarzyszenia Kupców Chrześcijańskich przy pl. Teatralnym 4 we Wrocławiu.

## Opis
Teatr Lalki i Aktora został po wojnie uruchomiony, 18 października 1946 staraniem Zenona i Elżbiety Kalinowiczów przy ul. Rzeźniczej 12. W następnych latach często zmieniała się lokalizacja, kierownictwo i wizja artystyczna teatru. Od początku 1962 siedziba Państwowego Teatru Lalek "Chochlik" znajdowała się przy ul. Świdnickiej 28. Od sezonu 1963/1964, od objęcia kierownictwa przez Stanisława Stapfa, datuje się szybki rozwój teatru; dyrektor uzyskał zgodę zajmującego pałacyk przy pl. Teatralnym Towarzystwa Przyjaźni Polsko-Radzieckiej na odstąpienie teatrowi części pomieszczeń. Od tego czasu nosi on nazwę Wrocławski Teatr Lalek. Do roku 1993 w budynku współistniały obok siebie teatr i TPPR (potem jego następca – Towarzystwo Współpracy Gospodarczej Polska-Wschód). 23 grudnia 1993 prezydent Wrocławia Bogdan Zdrojewski przekazał cały obiekt Teatrowi.
Od 1967 r. w Teatrze działa Mała Scena dla Dorosłych, która szczególnie zyskała na popularności za dyrekcji Wiesława Hejny (dyr. od 1981r.) tryptykiem Fenomen Władzy, na który składały się spektakle Proces Kafki, Gyubal Wahazar Witkacego i Faust Goethego. 
W 1995 r. WTL zainicjował projekt Dziecięcej Akademii Artystycznej, która prowadzi edukację artystyczną najmłodszych odbiorców. W trakcie organizowania swej działalności ekspozycyjnej jest także Galeria Lalek, gromadząca najbardziej wartościowe estetycznie i cenne historycznie lalki i rekwizyty z przedstawień WTL.
Od września 2012 r. dyrektorem naczelnym Wrocławskiego Teatru Lalek jest Janusz Jasiński, a dyrektorem artystycznym – Jakub Krofta.

## Wyróżnienia
- Odznaka Honorowa za Zasługi dla Ochrony Praw Dziecka (2016)[2]